# Retocomus kaszabi
Retocomus kaszabi är en skalbaggsart som beskrevs av Abdullah 1965. Retocomus kaszabi ingår i släktet Retocomus och familjen kvickbaggar. Inga underarter finns listade i Catalogue of Life.